# Familia Stârcea

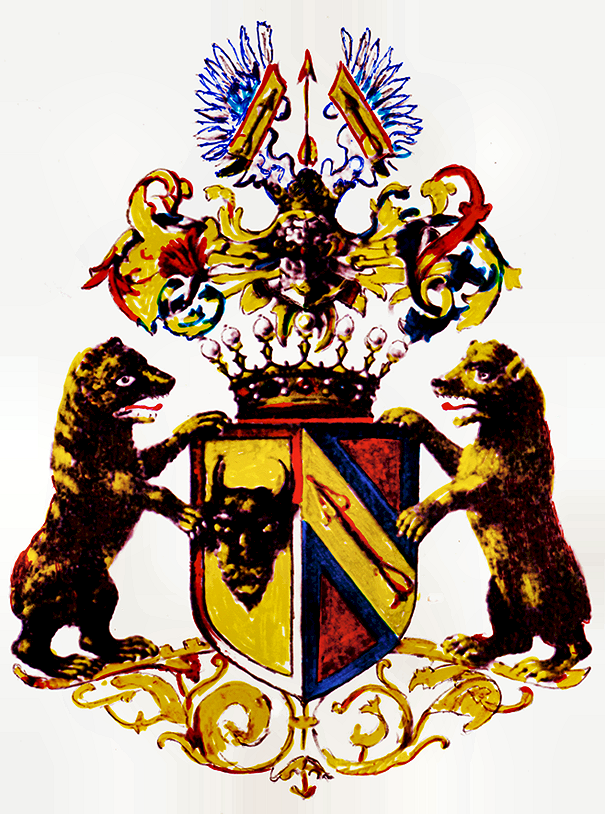
Stema baronilor de Stârcea 1880

Baronii de Stârcea (Stîrcea), in germană Freiherren von Styrcea (Styrczea) sunt descendenții unei vechi familii de boieri anterior din Ardeal, veniți timpuriu în  Principatul Moldovei, care au fost membri ai nobilimii austriece din Bucovina, mai târziu și numiți baroni ai Marii Britanii.

## Istorie

### În Principatul Moldovei
Primul document existent despre familia Stârcea este uricul lui Alexandru cel Bun, din anul 1411, în care descendentul conducătorului cuman Tebuc din Ardeal, Panul Iurașco Tăbuci (zis și Tăbuci Stîrce), înrudit cu Mușatinii, a primit moșia Boian. Marele boier Dragomir Stârcea, (documentat la 22 aprilie 1428), fiul hatmanului Drăgoi și nepotul lui Iurașcu, este protopărintele neamului Stârcea.
Strănepoții lui Iurașcu au îndeplinit funcții importante la Curtea Moldovei pe timpul voievozilor Ștefăniță și Petru Rareș: Așa a fost Ion (Ioan) între 1515 și 1528 mare stolnic, după acea din 1528 pârcălab de Hotin și fratele său Mihul pârcălab al Cetății de Baltă. Acesta din urmă a devenit chiar hatman, dar a fost ucis, în 1540, la porunca domnitorului Petru Rareș. Fiul lui Ioan pârcălab, Mateiaș, a fost mai târziu, pe timpul domniei lui Alexandru Lăpușneanu, vistiernic, mai târziu, ca și tatăl său, Pârcălab de Hotin (1552-1563) și mare spătar.
În anul 1642 domnitorul Vasile Lupu confirmă lui Constantin Stîrcea satele Briceni, Mihălcăuți, Hrimăncăuți și altele ca proprietatea sa în granițele vechi.
În anul 1720 marele vornic Miron a împărțit moșiile sale între cei 14 copii. Unul dintre fiii săi, Pătrașcu, a fondat linia ulteriorilor cavaleri austrieci de Strischka (Strâșca, Strîșca) altul, Iloaie, neamul Volcineț. În anul 1774 domnitorul Grigore al IV-lea Ghica l-a numit pe Toader Stîrcea vornic de poartă. Ioniță Stârcea, mare spătar, tot un fiu, căsătorit cu Maria, poreclită Lupa, fiica lui Șerban Flondor și a Catrinei Bainschi, a fost numit Cracalia și a păstrat această poreclă drept nume de familie, devenind protopărintele familiei Cracalia.

### În Imperiul Austriei și ulterior

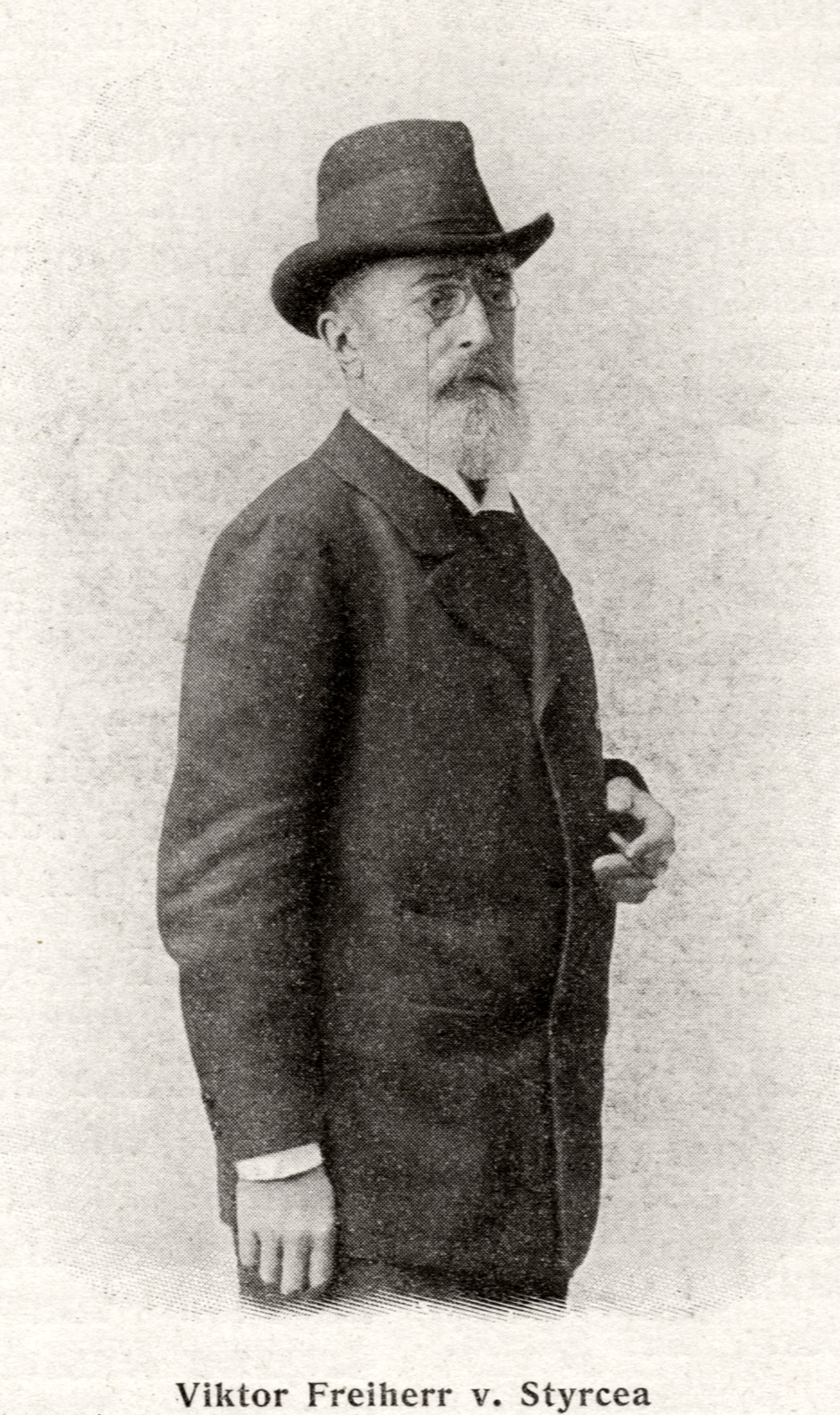
Baronul Victor de Stârcea (1839–1908)

Pe baza brevetului de nobiliare austriac, a fost atestată legitimitatea înnobilării familiei, fiind de vechi boieri moldovenești. Drept urmare, în 1789, toți membrii familiei cu domiciliu stabil în Bucovina au fost numiți cavaleri austrieci: Frații Gheorghe, Teodor și Ștefan Stârcea, sora lor Ilinca precum verii lor Ștefan și Șerban.
Emanoil baron de Stârcea (n. 1 ianuarie 1800,  Slobozia-Berlinți – d. 17 februarie 1896,  Cernăuți), fiul lui Gheorghe (1767-1833) și al Saftei de Ilschi (Ilski), a fost numit baron prin cea mai înaltă rezoluție al împăratului Franz Joseph I din 2 martie 1880 si diploma de la Viena din 21. Mai al anului. Titlul a fost ereditar și aprobat de asemenea copiilor săi Eugen, Victor și Natalia. De la 25 ianuarie 1835, a fost căsătorit cu Helene von Ralli (n. 3 decembrie 1813, Iași – d. 11 august 1875, Crasna Ilschi). Fiica lor Natalia (n. 2 decembrie 1842, Crasna Ilschi – d. 9 martie 1916, Viena) s-a căsătorit la 24 februarie 1859 în Cernăuți cu Nicolae de Hurmuzaki (1826-1909) și a fost mama baronilor Constantin și Alexandru.
Eugen baron de Stârcea (n. 24 octombrie 1835, Crasna Ilschi - d. 12 noiembrie 1901, Cernăuți), fiul mai mare a lui Emanoil, a fost consilier imperial, politician federalist în Ducatul Bucovinei și deputat al Consiliului Imperial (Reichsrat). El sa căsătorit la 6 mai 1863 cu Pulcheria de Grigorcea (n. 3 iulie 1844, Prisăcăreni, Adâncata, Bucovina, – d. 7 iulie 1878, Marienbad) iar în o a două cununie cu Victoria de Cârste (10 decembrie 1884).. În 1883, el a fost șef al consorțiului de proiectare ale traselor feroviare Hatna – Gura Humorului – Câmpulung Moldovenesc și Hliboka (Adâncata)  – Storojineț – Berhomet pe Siret . Eugen a fost numit vicepreședintele comisiei al Ducatului Bucovinei pentru Expoziția Universală de la Paris (1900).

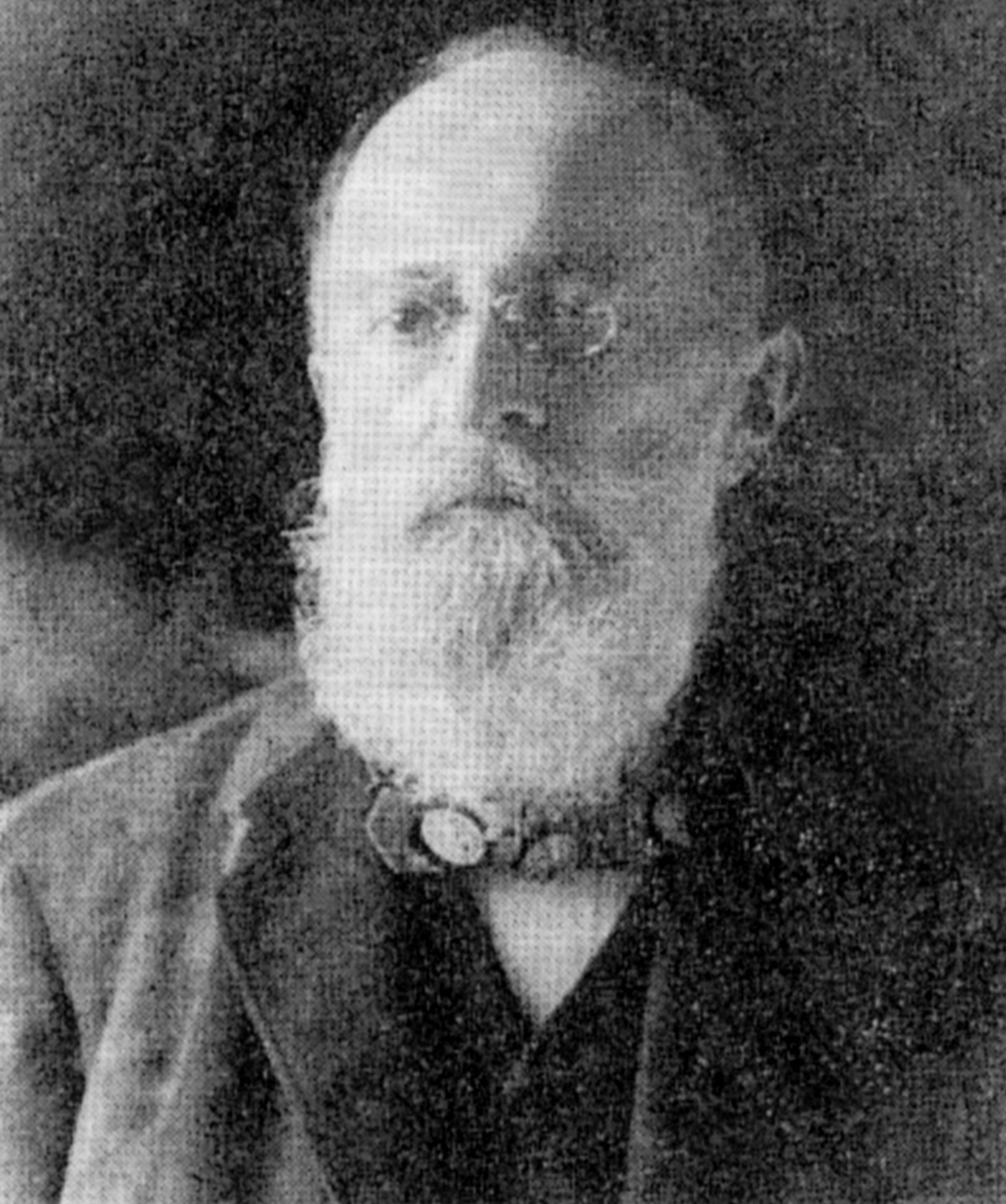
Baronul Victor de Stârcea (1839–1908), portret

George baron de Stârcea (n. 2 noiembrie 1869, Crasna - d. 4 aprilie 1897, Viena), singurul fiu lui Eugen a fost comisar de district și a decedat timpuriu de o boală gravă. Tânărul a promovat în drepte cu un rezultat excepțional și a intrat după acea în serviciul de stat. Pentru toții surprinzător, George s-a îmbolnăvit grav, căutând peste doi ani ajutor medical în interiorul țării și în străinătate, dar fără folos. A murit într-un sanatoriu la Viena de anemiere. A fost căsătorit cu Elena de Flondor (1866-1930), cu care a avut un fiu, Alexandru.

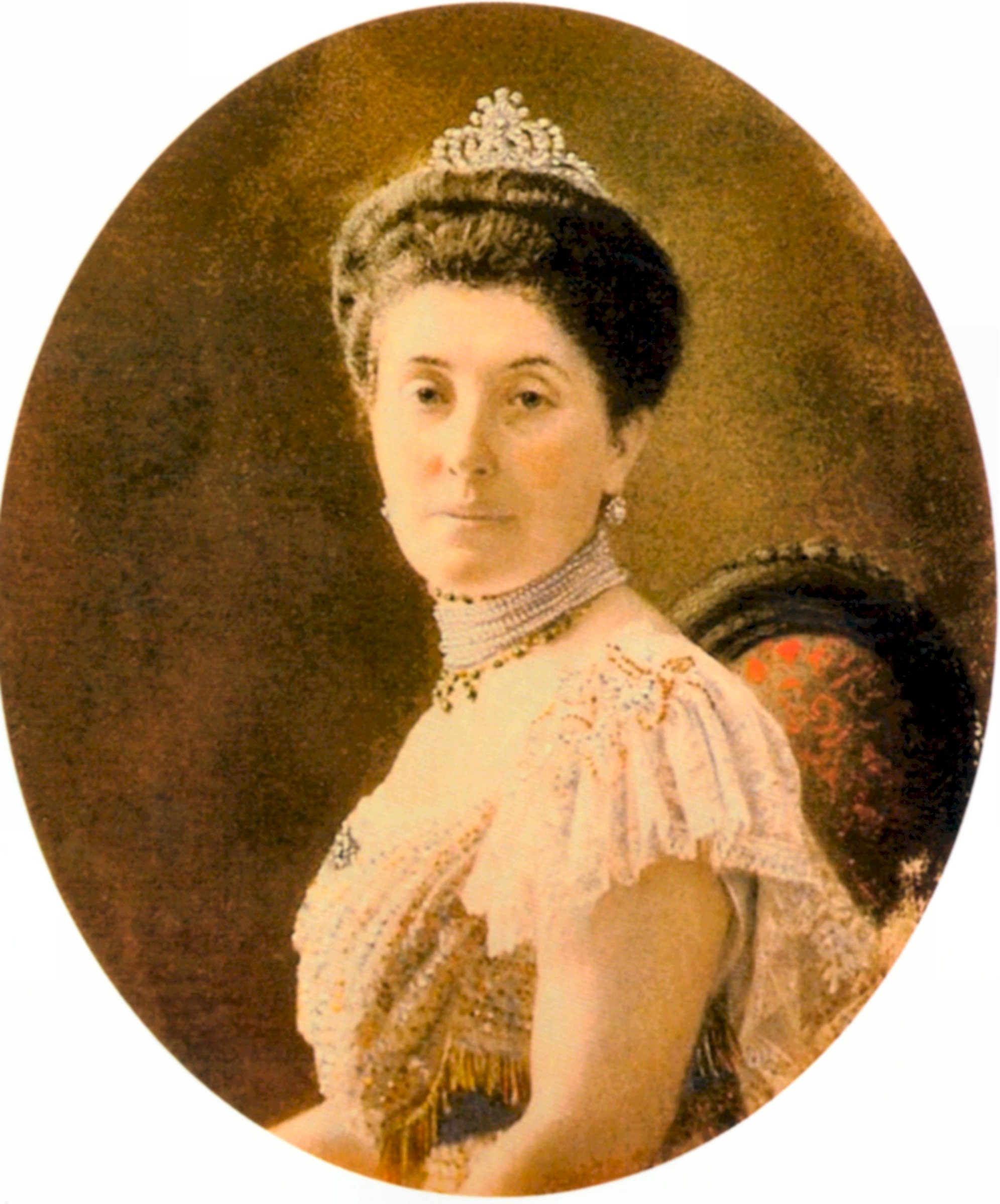
Elena de Flondor, 1900

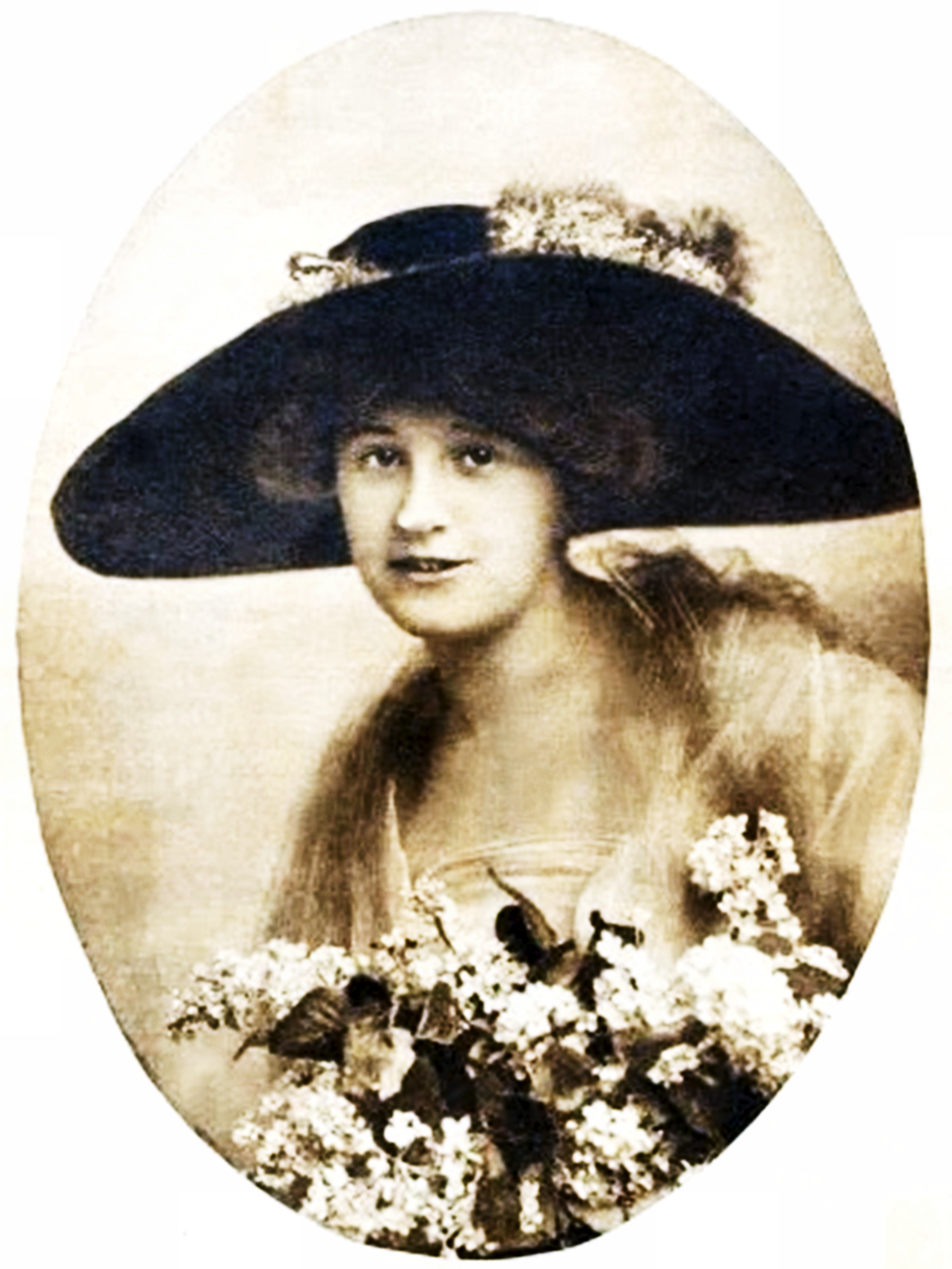
Marietta de Stârcea

Alexandru baron de Stârcea (n. 12 decembrie 1889, Cernăuți - d. 1979, București). Acesta, mare moșier, a fost căsătorit cu actrița austriacă Marietta (n. 27 iulie 1894, Weyregg la Attersee – d. 20 noiembrie 1934, Cernăuți) , fiica preotului luteran dr. teol. Erich Johanny.
Victor baron  de Stârcea (n. 2 noiembrie 1839, Crasna Ilschi – d. 10 octombrie 1908, Cernăuți), fiul mai tânăr al lui Emanoil, s-a căsătorit în 1861 la Viena cu Pulcheria baroana de Petrino-Armis (n. 15 iunie 1843, Chișinău – d. 11 iulie 1869, Cernăuți). El a fost șambelan imperial, membru al Consiliului Imperial și ambasadorul Austriei în America de Sud. Prim-ministrul Austro-Ungariei, în calitate de șef al Ministerului de Interne, a acordat, la 15 octombrie 1883, în înțelegere cu ministerele de resort, printre alții, lui Alexandru baron Wassilko de Serecki, Victor și fratelui său Eugen baroni de Stârcea, Nicolae baron de Hurmuzaki, dr. Nicolae cavaler de Grigorcea, dr. Ioan cavaler de Zotta precum direcțiunii fondurilor de religie ortodoxă bucovinene, permiterea înființării unei societăți pe acțiuni (S. A.) sub numele de "Asociația de Petrol Bucovina" cu sediul în Cernăuți și a aprobat statutele acesteia. De către Curtea Provincială și Comercială din Cernăuți s-a făcut cunoscut faptul, că, după înregistrarea companiei „Bukowinaer Lokalbahnen” (Căile ferate locale din Bucovina) în registrul de comerț a companiei (sub tom. I, p. 181 usq. 186), baronul a fost ales, la 31 decembrie 1886 Director General al noii societăți pe acțiuni (S. A.). Stârcea a mai fost ales, la 21 decembrie 1886, vicepreședinte al consiliului de administrație al bäncii „Boden-Credit-Anstalt” (Instituția pentru pământ și credite). Ca politician, Victor a fost reales în Dieta Bucovinei, la 7. Iulie 1884, ca reprezentant al districtului Gura Humorului-Solca, și la 8 iulie 1890 chiar cu toate voturile.
Ioan Victor baron de Stârcea (n. 9 februarie 1867, Cernăuți), fiul lui Victor, sa căsătorit la 2 iunie 1904 cu Bertha Carolina Amalia contesă Viomes de Ponthieu (n. 14 iunie 1886, Tanger - d. 25 ianuarie 1937, București)), a fost cămătar imperial, legat extraordinar și ministru plenipotențiar, ambasadorul austro-ungar pentru Chile, Peru și Bolivia de la 16 decembrie 1912 până la 8 noiembrie 1916. După prăbușirea Imperiului Austro-Ungar, a fost membru al Consiliului Național Român din Cernăuți, după unire devenind maestru de ceremonii al Curții Regale din București. A fost ministru în trei guverne ale Regatului România, în același timp și un confident apropiat al casei regale. Pe timpul domniei lui Carol al II-lea, baronul a fost membru în Consiliul superior al Frontului Renașterii Naționale.
Ioan a bătut deja devreme la ochi: La 13 martie 1891 a avut loc în aula Universității Franz Joseph promoția în drepte al lui cu Promotio sub auspiciis imperatoris (Promoția sub supravegherea împăratului) la Cernăuți. Guvernatorul Bucovinei Anton conte de Pace a ținut elogiul. Acest eveniment a luat loc pentru prima oară de la fondarea acestei instituții.
Victor baron de Stârcea (n. 30 martie 1905, Constantinopol – d. 22 decembrie 1990, Bridgetown Wells, Kent), fiul acelui de mai sus, a fost căsătorit cu Joan Frances (d. 1997). El a fost lung timp ambasadorul României intebelice la Londra, unde a rămas după al Doilea Război Mondial.
Ioan baron Mocsony-Stârcea (n. 16 mai 1909, Cernăuți - d. 1992, Elveția) a fost fiul mai tânăr al lui Ioan Victor. În anul 1925, când avea 16 ani, Ionel a fost înfiat de baronul austriac Anton Mocsony de Foen, un bun prieten de familie care nu avea urmași direcți. La moartea bătrânului baron, Ioan a intrat în posesia averii și a titlului acestuia, devenind proprietarul unui întins domeniu pe Valea Mureșului, între Deva și Arad care cuprindea și Castelele Bulci și Săvârșin. El devenise astfel unul dintre cei mai bogați oameni din România. Ioan fost promovat apoi în funcția de vice-mareșal al Curții Regale. El a fost unul dintre liderii a „Marii opoziții” împotriva regimului Ion Antonescu  și involuat, în pregătirea evenimentelor din 23 august 1944. Totuși a fost arestat la 8 septembrie 1947, fiind judecat în „Procesul Maniu - Mihalache”, condamnat Spre deosebire de restul lotului, care a primit sentințe mari, a fost condamnat de Tribunalul militar al Regiunii a II-a din București la doi ani de închisoare corecțională pentru omisiune de denunț (sentința nr. 1.988/11 noiembrie 1947), 4 ani de degradare civică și 500 de lei cheltuieli de judecată. ca răsplată a colaborării cu anchetatorii în „dezvăluirea legăturilor lui Maniu cu americanii”. A fost încarcerat în Penitenciarul Craiova. În aprilie 1954, baronul a fost condamnat, încă odată, la 15 ani de închisoare și confiscarea întregii averi. A ieșit din închisoare abia cu prilejul amnistiei generale a deținuților politici din 1964, plecând în Elveția, unde soția sa refugiat cu copiii imediat la sfârșitul războiului.
Michael Edward David baron de Stârcea (n. 1954), fiul și  moștenitorul său, a fost membru al Camerei de Comerț la Londra precum și al Consiliului de Afaceri, este director al "Merry Opera Company Ltd.", Kent și sponsor principal al Orchestrei Simfonice din Londra. A fost numit și baron al Marii Britanii de către regina Elisabeta a II-a. Moșiile tatălui care nu se aflau în Bucovina de Nord, expropriate de către comuniști în 1948 – Văleni în apropiere de Roman și 700 de hectare de pădure în Gura Humorului – i-au fost restituite de statul român după Revoluția Română din 1989.

### În Basarabia
Gheorghe Stârcea (n. 1886), născut în Glinjeni, a făcut parte din Sfatul Țării (fiind șeful cancelariei) și a contribuit la unirea Basarabiei cu România. Fiul său, Alexei Stârcea, a fost compozitor. Cei 2, alături de ceilalți copii ai lui Gheorghe, au fost deportați în Siberia în 1949.